# Palácio de Tatoi
O Palácio de Tatoi, é uma antiga propriedade real a cerca de vinte quilômetros ao norte de Atenas. A propriedade foi adquirida em 1872, pelo rei Jorge I, que lá construiu uma quinta e uma villa, onde poderia passar o verão com a família. Da mesma forma, a zona sul serviu desde então como panteão real, estando ali sepultados cinco reis da Grécia. Durante os reinados atribulados de seus sucessores - Constantino I, Alexandre I e Jorge II -, a propriedade e seus edifícios sofreram várias vicissitudes, desde alterações e modernizações até incêndios e saques.

## Deliberações do Tribunal
O imóvel foi confiscado em circunstâncias controversas, alguns anos após a declaração da República Helénica. O confisco do palácio e de outros bens do deposto e exilado Rei, Constantino II, sem qualquer compensação, levou o caso a um processo judicial no Tribunal de Justiça da União Europeia. O rei alegava que o imóvel em questão fora adquirido por seus antecessores por meios legais e era, portanto, sujeito regularmente a sua herança. O Estado grego alegou que o imóvel era utilizado pela Família Real em virtude do seu estatuto de soberano ou tirando partido desse estatuto e, por conseguinte, uma vez que a monarquia fora abolida, o imóvel deveria reverter ao patrimônio público automaticamente. O Tribunal ordenou à República Helénica que pagasse a indenização ao rei exilado, permitindo simultaneamente que o Estado grego conservasse a propriedade do imóvel. Em junho de 2007, o governo grego declarou que pretende transformar o antigo palácio em um museu. 

## Sepultados no Cemitério Real de Tatoi
O Cemitério Real de Tatoi está localizado no extremo sul da propriedade, em uma grande área arborizada. A primeira edificação, a Igreja da Ressurreição, foi construída entre 1898 e 1900 pelo arquiteto Anastasios Metaxas, por encomenda da rainha Olga, que, desde a morte da filha, Alejandra (a primeira a ser enterrada no local), em 1891, ponderava a ideia de criar um cemitério dinástico. A outra construção do cemitério é o chamado Mausoléu, construído entre 1936 e 1940, para abrigar os túmulos do rei Constantino I, sua esposa, a rainha Sofia da Prússia, e seu filho Alexandre I. Os restos mortais dos dois primeiros foram trazidos da Igreja Ortodoxa Russa, em Florença, para Tatoi, pelo rei Jorge, em 1936.

### Reis

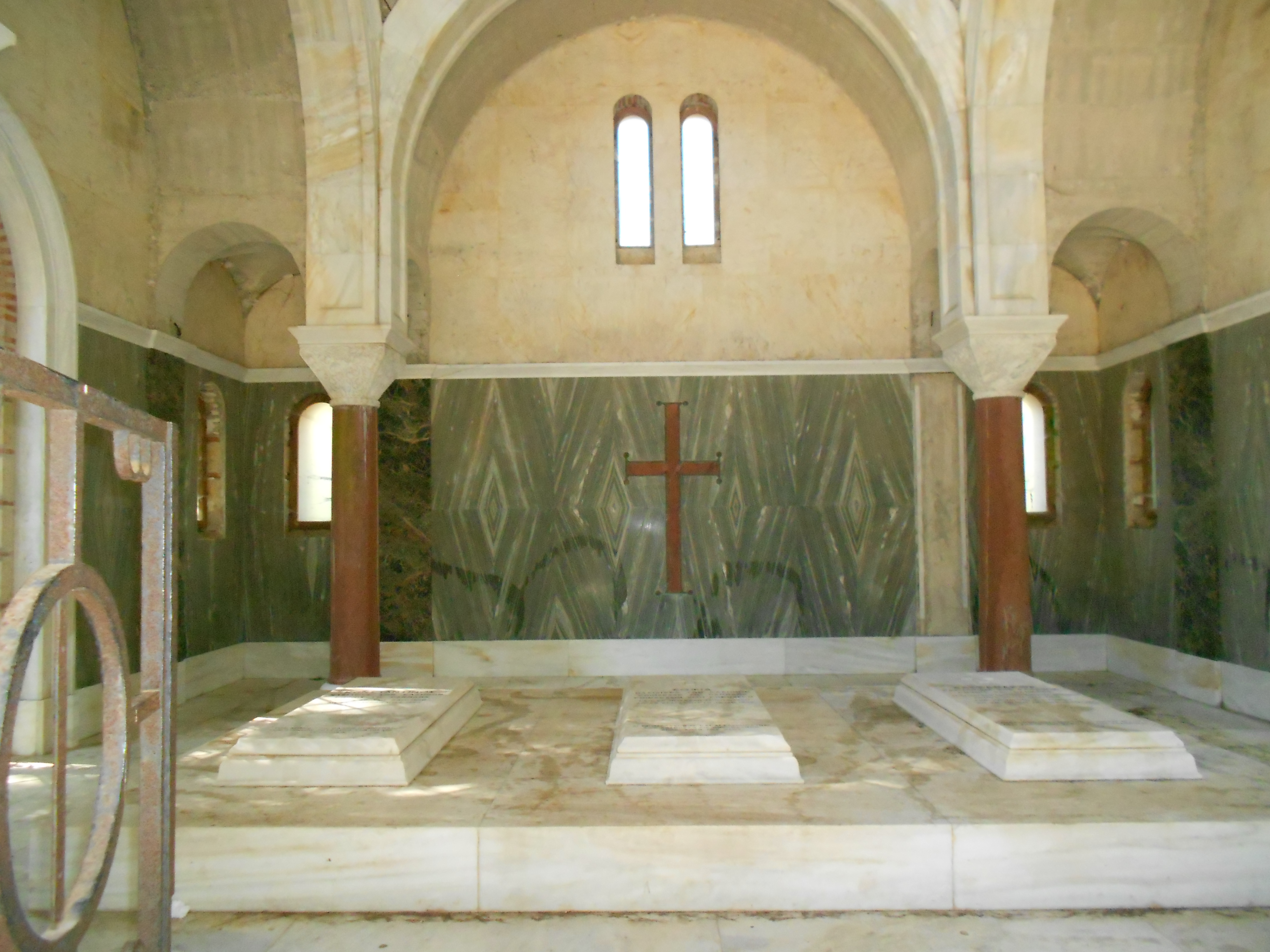
Vista de dentro do mausoléu

- Jorge I da Grécia (1845 – 1913), rei dos helenos.
- Olga Constantinovna da Rússia (1851 – 1926), rainha consortes dos Helenos, esposa de Jorge I. Inicialmente enterrada na Cripta da Igreja Ortodoxa Russa em Florença, foi transferida para Tatoi em 1935.
- Constantino I da Grécia (1868 – 1923), rei dos helenos. Inicialmente sepultado na Cripta da Igreja Ortodoxa Russa em Florença , foi transferido para Tatoi em 1935.
- Sofia da Prússia (1870 –1932), rainha consortes dos Helenos, esposa de Constantino I.
- Alexandre I da Grécia (1893 – 1920), rei dos helenos.
- Aspasia Manos (1896 – 1972), esposa de Alexandre I. Inicialmente enterrada no Cemitério da Ilha de San Michele, foi transferida para Tatoi em 1993.
- Jorge II da Grécia (1890 – 1947), rei dos helenos.
- Paulo I da Grécia (1901 – 1964), rei dos helenos.
- Frederica de Hanôver (1917 – 1981), rainha consorte dos Helenos, esposa de Paulo I.
- Constantino II da Grécia (1940 – 2023), último rei dos helenos, ele é até hoje o último a ser enterrado no cemitério real.

### Outros membros da Família Real
- Olga da Grécia e Dinamarca (1880), filha de Jorge I, foi o primeiro membro da família real grega a ser enterrado no recém-inaugurado cemitério real.
- Alexandra da Grécia e Dinamarca (1870 – 1891), esposa do Grão-Duque Paulo Alexandrovich da Rússia. Inicialmente enterrada na Catedral de São Pedro e Paulo em São Petersburgo, foi transferida para Tatoi em 1940.
- Nicolau da Grécia e Dinamarca (1872 – 1938).
- Helena Vladimirovna da Rússia (1882 – 1957), esposa de Nicolau.
- Maria da Grécia e Dinamarca (1876 – 1940), esposa do Grão-Duque Jorge Mikhailovich da Rússia.
- Perikles Ioannidis (1881 – 1965), almirante, segundo marido de Maria.
- Cristóvão da Grécia e Dinamarca (1888 – 1940).
- Francisca de Orléans (1902 – 1953), esposa de Cristóvão.
- André da Grécia e Dinamarca  (1882 – 1944), pai do príncipe Filipe, Duque de Edimburgo.
- Jorge da Grécia e Dinamarca (1869 – 1957).
- Marie Bonaparte (1882 – 1962), esposa de Jorge.
- Alexandra da Grécia e Dinamarca (1921 – 1993), rainha consorte da Iugoslávia, esposa do rei Pedro II da Iugoslávia.
- Catarina da Grécia e Dinamarca (1913 – 2007).